# Decyzja związana
Decyzja związana – przeciwieństwo swobodnego uznania. Oznacza sytuację wydawania decyzji, której sam fakt wydania oraz treść jest ściśle określona przepisami prawa, a proces oceny organu państwa jest ograniczony do minimum – wydający decyzję sprawdza jedynie, czy są spełnione przesłanki wydania decyzji – jeśli tak, to decyzję wydaje.
Decyzje związane zapewniają pewność prawa, każdy może uprzednio przewidzieć treść decyzji.